# Chromolucuma
Genre
Classification phylogénétique
Chromolucuma est un genre de plantes à fleurs de la famille des Sapotaceae. Ce sont des arbres originaires du Brésil et du Guyana.

## Liste d'espèces
Le genre Chromolucuma compte deux espèces:
- Chromolucuma baehniana
- Chromolucuma rubriflora

## Description
Ce sont des arbres.

## Répartition
Brésil, Guyana